# Neocerilocus
Neocerilocus is een geslacht van wantsen uit de familie van de Reduviidae (Roofwantsen). Het geslacht werd voor het eerst wetenschappelijk beschreven door Norman Cecil Egerton Miller in 1957.

## Soorten
Het genus bevat de volgende soort:

- Neocerilocus inermipes (Stål, 1859)